# Disidencia cubana

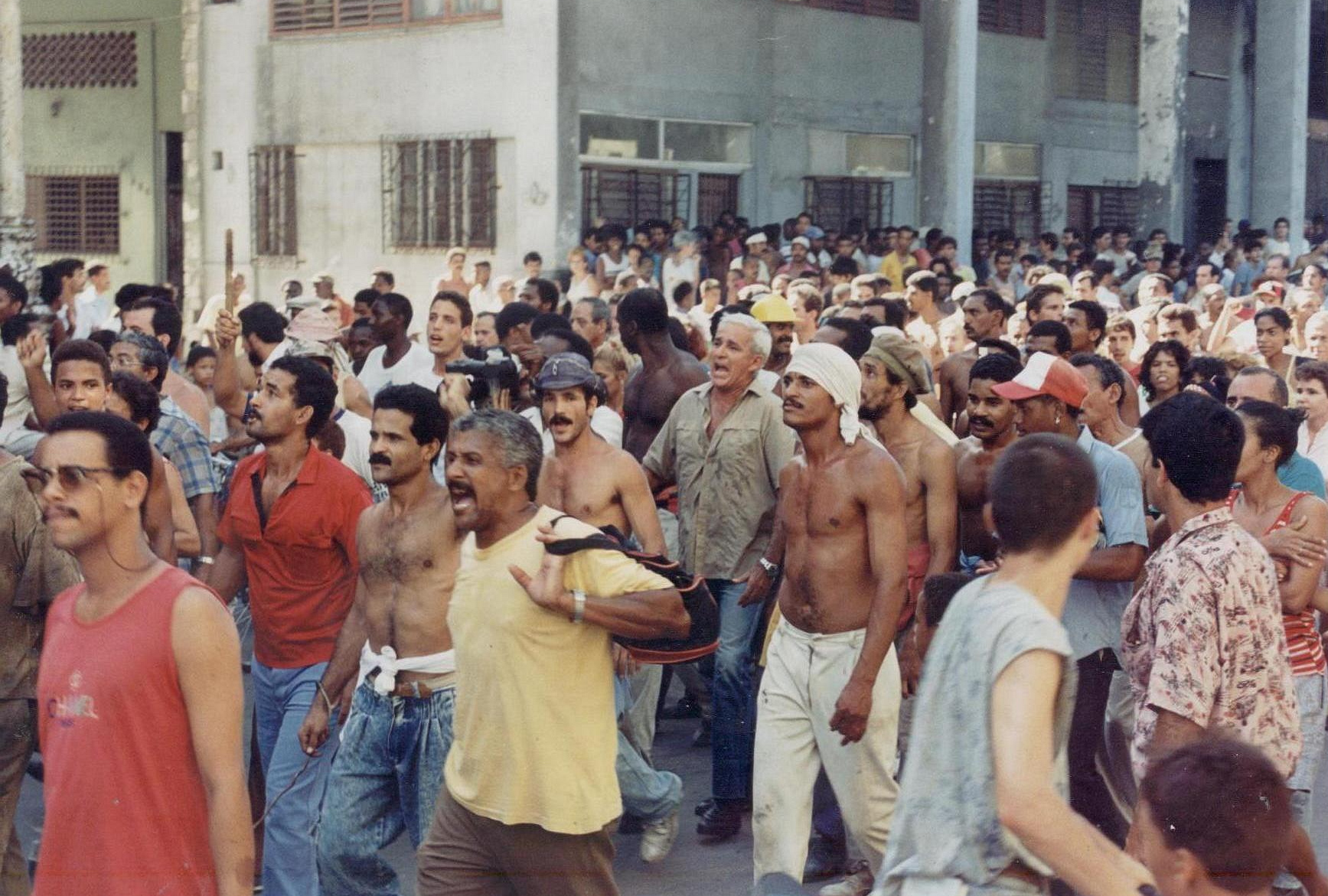
Maleconazo.

La disidencia cubana es el conjunto de activistas cubanos opositores al régimen establecido en 1959 tras la llamada Revolución cubana. Habitualmente han existido figuras individuales que mantenían una postura disidente, pero no ha sido hasta los años noventa, cuando estos ciudadanos se conformaron en grupos de oposición política al gobierno del país. Estos piden cambios en Cuba generalmente de manera pacífica. 
Varios de sus dirigentes y miembros han sido encarcelados en Cuba, acusados del delito de peligrosidad social, y han manifestado haber sido hostigados. Según este colectivo y diversas asociaciones, muchos de ellos fueron procesados por el hecho de ejercer su derecho a la libertad de expresión. Otros han optado por la opción de partir al exilio.
Los gobiernos de Fidel, Raúl Castro y Miguel Diaz-Canel acusaron a los que están en el exilio de estar implicados en actos terroristas, y a los que se encuentran en el territorio nacional de ser “mercenarios del imperialismo estadounidense”. El 20 de diciembre de 2010. BBC News Mundo en un artículo de Fernando Rasvberg, su corresponsal en La Habana, hace referencia a un cable revelado por WikiLeaks donde Jonathan Ferrar en esa fecha Jefe de la Oficina de Intereses de Estados Unidos en La Habana califica a los disidentes cubanos “personalistas, sin arraigo social y excesivamente preocupados por el dinero”.

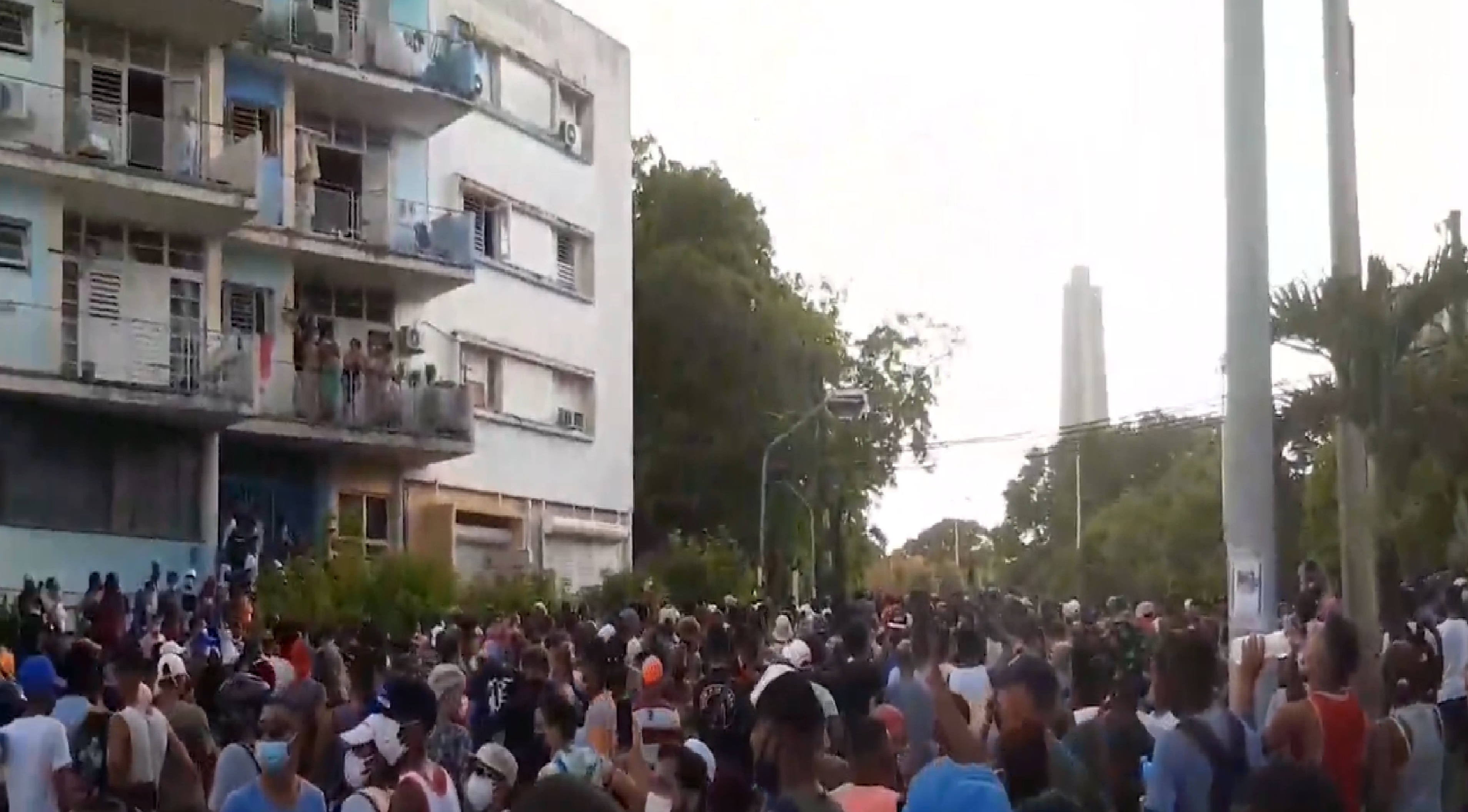
Protestas en Cuba de 2021.

Aunque aún desde antes del triunfo de la Revolución cubana existía emigración desde Cuba hacia otros países, especialmente a EE. UU., la misma se incrementó cuando las primeras medidas del gobierno izquierdista de Fidel Castro (expropiaciones, reforma agraria, reforma urbana) comenzaron a afectar a las clases acomodadas de la entonces sociedad cubana. Desde la época de las expropiaciones y nacionalizaciones, se estima que más de un millón de cubanos han emigrado de su país; la gran mayoría de ellos se han establecido en Miami y en Nueva Jersey (en Estados Unidos), mientras otros prefirieron España y Venezuela. También existen pequeñas comunidades en muchas otras partes del mundo.

## Autoridad gubernamental
- Los medios de comunicación son operados bajo el Departamento de Orientación Revolucionaria del Partido Comunista de Cuba, que "desarrolla y coordina las estrategias de propaganda".[5]
- Un informe de Human Rights Watch de 1999 sobre Cuba señala que la isla tiene penas para quien "amenace, calumnia o calumnia, difama, afrenta (injuria) o de cualquier otra forma insulta (ultraje) u ofende, de palabra o por escrito, a la dignidad o decoro de una autoridad, funcionario público, o de sus agentes o auxiliares”. Hay penas aún más duras para quienes menosprecien al Presidente del Consejo de Estado, al Presidente de la Asamblea Nacional del Poder Popular, a los miembros del Consejo de Estado o del Consejo de Ministros, o a los Diputados de la Asamblea Nacional. Asamblea del Poder Popular.
- Se impone una pena de 3 meses a un año a quien "difame, denigre o menosprecie públicamente las instituciones de la República, las organizaciones políticas, de masas o sociales del país, o los héroes o mártires de la patria".
- A los cubanos no se les permite producir, distribuir o almacenar publicaciones sin avisar a las autoridades.[6]
- La peligrosidad social, definida como violaciones de la moral socialista , puede justificar "medidas predelictivas" y "medidas terapéuticas".[7]
- En cuanto a las instituciones, el informe de Human Rights Watch señala que el Ministerio del Interior tiene la responsabilidad principal de monitorear a la población cubana en busca de signos de disidencia.
- En 1991 surgieron dos nuevos mecanismos de vigilancia y control interno. Los líderes del Partido Comunista organizaron los Sistemas Singulares de Vigilancia y Protección (Sistema Único de Vigilancia y Protección, SUVP). Las Brigadas de Acción Rápida (Brigadas de Acción Rápida, también conocidas como Brigadas de Respuesta Rápida, o Brigadas de Respuesta Rápida) observan y controlan a los disidentes.  El régimen también “mantiene expedientes académicos y laborales (expedientes escolares y laborales) de cada ciudadano, en los cuales los funcionarios registran acciones o declaraciones que pueden incidir en la lealtad de la persona al régimen. Antes de avanzar a una nueva escuela o cargo, el primero se debe considerar aceptable el registro del individuo".[8]

## Historia

### Antecedentes
Fidel Castro llegó al poder con la Revolución cubana de 1959. A fines de 1960, según Paul H. Lewis en Authoritarian Regimes in Latin America, todos los periódicos de oposición habían sido cerrados y todas las estaciones de radio y televisión estaban bajo control estatal. Lewis afirma que los maestros y profesores moderados fueron purgados, alrededor de 20.000 disidentes fueron detenidos y torturados en las cárceles.

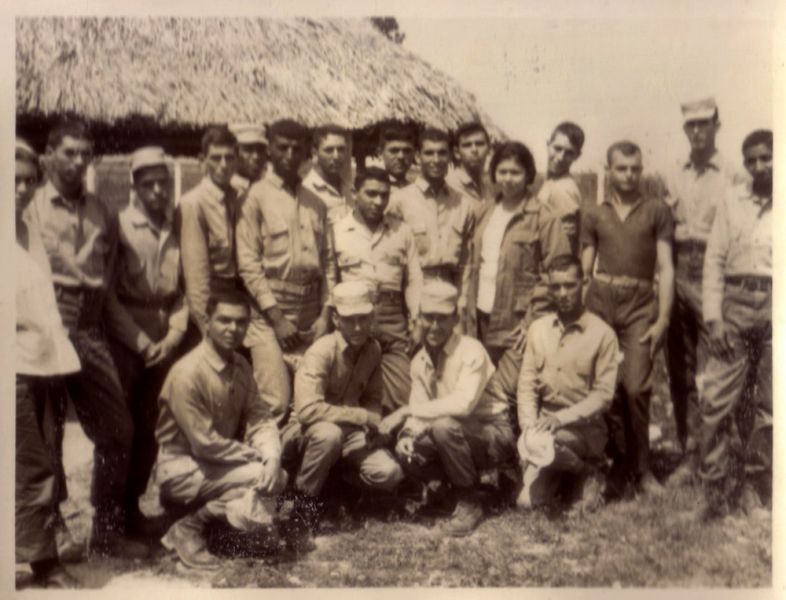
Homosexuales y opositores a la revolución cubana en la Unidad Militar de Ayuda a la Producción.

Los homosexuales , así como otros grupos "desviados" a los que se les prohibió el servicio militar obligatorio, fueron obligados a realizar su servicio militar obligatorio en campamentos llamados " Unidad Militar de Ayuda a la Producción " en la década de 1960, y fueron sometidos a "reeducación" política. Algunos de los comandantes militares de Castro brutalizaron a los presos. En casi todas las áreas de gobierno, la lealtad al régimen se convirtió en el criterio principal para todos los nombramientos.

### Arresto de Huber Matos

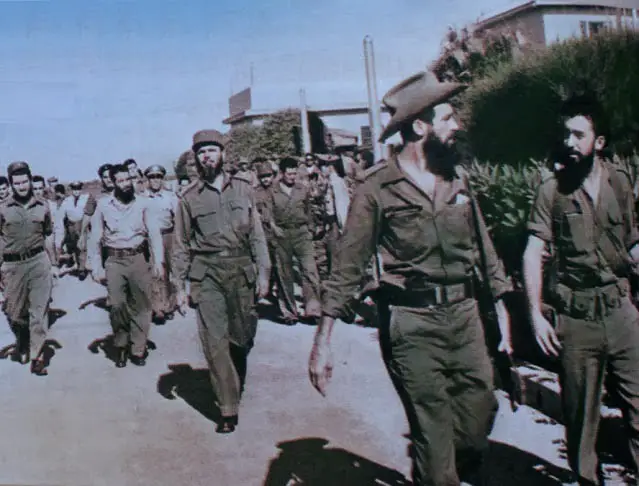
Camilo Cienfuegos al frente, detrás Huber Matos al momento de su arresto.

Huber Matos fue un antiguo miembro del Partido Ortodoxo, que posteriormente se unió a las fuerzas comandadas por Fidel Castro para derrocar la dictadura de Fulgencio Batista. En 1959 renunció a su puesto de comandante en protesta contra lo que consideraba una desviación de los principios democráticos de la revolución hacia un gobierno comunista. Fue condenado a veinte años de prisión por traición y sedición al protagonizar un pronunciamiento en Camagüey, que sofocó Camilo Cienfuegos. En su autobiografía describe su ruptura con Castro, su juicio y los años de prisión.
Su persona además ha estado históricamente, de manera quizás involuntaria, relacionada con el misterioso suceso de la desaparición del comandante revolucionario Camilo Cienfuegos. Creador de la Fundación Huber Matos para la Democracia cuyo fin, según declara, es promover el régimen democrático, los derechos humanos, la justicia social y la educación en América Latina. Fue además fundador de la agrupación Cuba Independiente y Democrática, de la que fue secretario general.

### Rebelión del Escambray

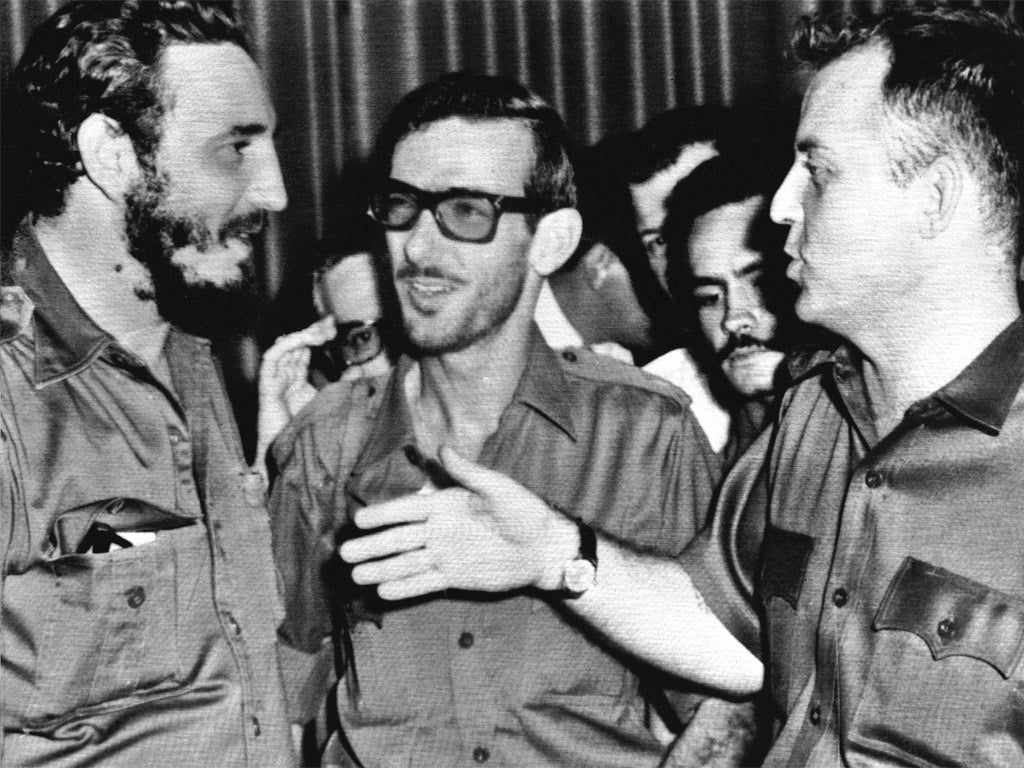
Fidel Castro, Eloy Gutiérrez Menoyo y William Alexander Morgan en La Habana en 1959.

La rebelión del Escambray duró seis años, entre 1959 y 1965, principalmente en las montañas del Escambray de Cuba, pero también en todas las provincias de Cuba, por grupos insurgentes liderados por el que se oponían al gobierno cubano encabezado por el totalitario Fidel Castro.
Los grupos insurgentes rebeldes eran una mezcla de ex soldados de Fulgencio Batista, agricultores locales y exguerrilleros aliados que habían luchado junto a Castro contra Batista durante la Revolución cubana, como Eloy Gutiérrez Menoyo, William Alexander Morgan y el Segundo Frente Nacional del Escambray. El resultado final fue la eliminación de todos los insurgentes por parte de las fuerzas gubernamentales cubanas en 1965.

### Operación Peter Pan
También conocida como Operación Peter Pan, fue una maniobra coordinada entre el Gobierno Federal de los Estados Unidos, la Iglesia católica y los cubanos que se encontraban en el exilio, por la cual más de 14 000 niños fueron llevados de Cuba a los Estados Unidos. Tuvo lugar entre el 26 de diciembre de 1960 y el 23 de octubre de 1962. La operación fue diseñada para transportar a los niños de padres cubanos que se oponían al gobierno comunista, y luego se extendió para incluir a los hijos de padres que se encontraban preocupados con la posibilidad de que los niños fueran embarcados a campamentos juveniles o en escuelas como Lola Rodríguez de Tío en la Unión Soviética. Sin embargo, años después hubo denuncias de malos tratos en EE. UU. hacia estos niños, y algunos de ellos presentaron una demanda contra el gobierno federal, además de que a finales de los 70, algunos de ellos conformaron agrupaciones de izquierda en el propio Miami que demandaban relaciones normales con su país natal.

### Hundimiento del Remolcador 13 de marzo
El remolcador 13 de Marzo era una pequeña embarcación cubana, cuyo hundimiento causó la muerte a un grupo de personas que trataban de abandonar el país. En la madrugada del 13 de julio de 1994, cuatro barcos equipados con mangueras de agua a presión embistieron un viejo remolcador que huía de Cuba con 72 personas a bordo, a 7 millas de la bahía de La Habana. El remolcador Trece de Marzo se hundió, dejando un saldo de 41 muertos, de los cuales 10 eran menores de edad.
Según testimonios de los sobrevivientes (31 personas), la tripulación de los también remolcadores Polargo2 y Polargo5 embistieron intencionalmente al Trece de marzo, y negaron auxilio a las personas que se encontraban en el agua.
Durante más de una semana los medios de comunicación cubanos mantuvieron silencio en torno a los hechos, a pesar de las insistentes denuncias en los medios internacionales; posteriormente, el 5 de agosto de 1997, el presidente cubano Fidel Castro calificó como “esfuerzo verdaderamente patriótico” la actuación de las personas involucradas en la masacre.El gobierno cubano asegura que el hecho fue un accidente; y no ha juzgado, ni condenado a ninguno de los participantes en este hecho. El código penal cubano establece en su artículo 48 sanciones a los delitos cometidos por imprudencia.

## Éxodos masivos

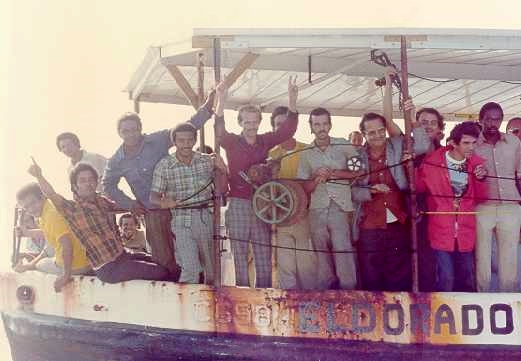
Éxodo del Mariel.

Durante la etapa de la Revolución han ocurrido varios éxodos masivos principalmente de balseros cubanos hacia las costas de Miami.
- Éxodo de Camarioca, que se inició el 7 de octubre de 1965.
- Éxodo del Mariel (1980).
- Crisis de los balseros cubanos de 1994

Estos hechos de emigración masiva han puesto en duda la credibilidad del gobierno de los Castro y de su aceptación por la mayoría del pueblo. El gobierno cubano ha planteado que son producto de la ley de ajuste cubano, que permite a los cubanos que toquen tierra, residir legalmente en los Estados Unidos.

## Hermanos al Rescate
Formado por exiliados cubanos, el grupo fue conocido por su oposición a la revolución cubana y al gobierno de Fidel Castro. Hermanos al Rescate se formó en 1991 y se describía a sí mismo como una “organización humanitaria” con el objetivo de ayudar y rescatar a los balseros que trataban de emigrar de Cuba y de “apoyar los esfuerzos del pueblo cubano a liberarse de la dictadura a través del uso de la no-violencia”.
El gobierno cubano por el contrario los acusa de estar implicadas en actos terroristas. En el curso de muchos vuelos a lo largo de la década de 1990, el grupo de aviones hizo repetidas incursiones en territorio cubano. Si bien estos fueron considerados ampliamente violaciones del espacio aéreo, Hermanos al Rescate afirmó que se trataba de actos de resistencia legítima contra el gobierno. En 1996, dos avionetas de Hermanos al Rescate fueron derribadas por la Fuerza Aérea cubana, dando lugar a una dura pelea internacional, donde a Cuba se le acusó de derribarlos en aguas internacionales.
Sin embargo, EE. UU. nunca mostró las imágenes satelitales que avalaran dicha afirmación. De este suceso, HAR presentó un audio que supuestamente era de los propios ejecutores. Sin embargo, otro audio mostrado por la defensa de Gerardo Hernández Nordelo cuando se le acusó de haber propiciado este derribo, muestra la actitud cínica del líder de Hermanos al Rescate en el propio vuelo cuando ve cómo sus compañeros son derribados. Los derribados no estaban bélicamente equipados. pero si habían violado varias veces el espacio aéreo cubano volando sobre La Habana y tirando proclamas contra el gobierno. Habían recibido decenas de advertencias del gobierno cubano y del propio gobierno norteamericano por su reiterada actitud violatoria del derecho internacional. 

## Manifestaciones
Las primeras manifestaciones contra la revolución cubana ocurrieron entre enero y febrero de 1959, organizadas por madres, esposas e hijas de cubanos condenados a muerte por el gobierno revolucionario, dichas manifestaciones demandaban el fin de las ejecuciones. En el otoño de 1959 tuvo lugar en La Habana una manifestación de jóvenes católicos contra el arresto de Huber Matos. Alrededor de un millón de personas salieron a esta procesión. En la manifestación se escucharon gritos de “¡Cuba sí, Rusia no!” y “Abajo el Comunismo”.

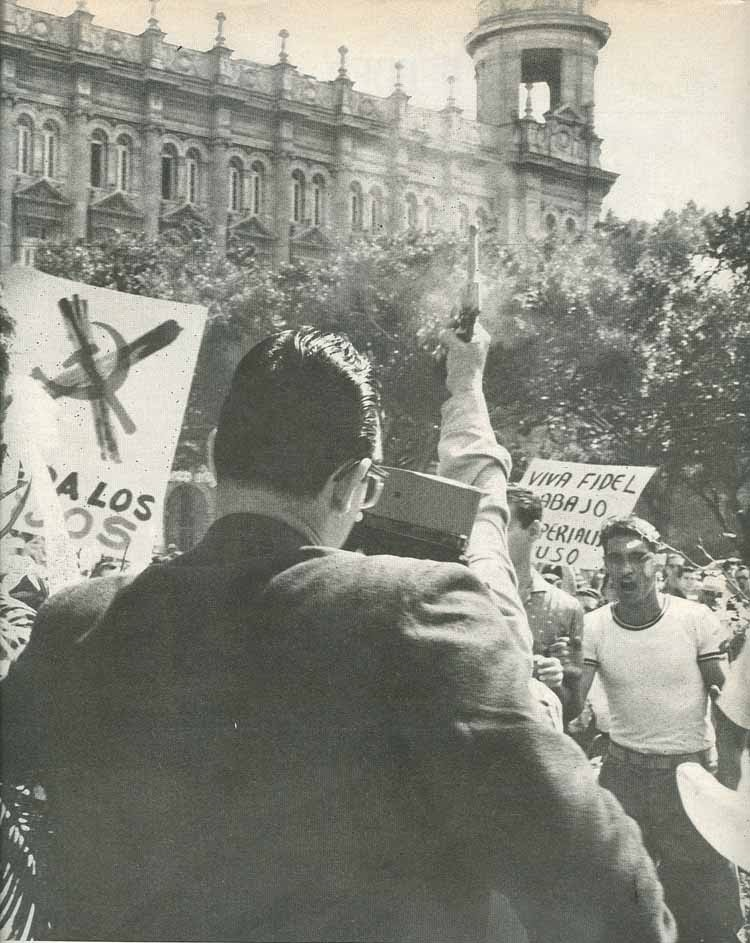
Protestas en contra de la visita de Anastás Mikoyán a Cuba.

Durante la visita de Anastás Mikoyán a Cuba en febrero de 1960 se produjeron protestas en contra de imperialismo soviético que resultaron en 18 detenidos, incluidos 2 periodistas estadounidense que serían liberados poco después. En octubre de 1960 estudiantes de Santa Clara se manifestaron en apoyo al dirigente estudiantil Porfirio Remberto Ramírez, condenado a muerte por su participación en la Rebelión del Escambray. Las manifestaciones fueron dispersadas por policías y milicias.
En septiembre de ese mismo año, feligreses y organizaciones católicas organizaron una procesión de la Patrona de Cuba, la Santísima Virgen de la Caridad del Cobre, manifestación que había sido prohibida por las autoridades. Las Milicias Nacionales Revolucionarias atacaron a los manifestantes con palos y tiros, resultando muerto el joven católico Arnaldo Socorro.  El 9 de diciembre tres mil trabajadores del sector eléctrico partieron de su casa sindical hacia el Palacio Presidencial, en demanda de respeto para todas sus conquistas laborales y posiciones dentro de la empresa nacionalizada.
En mayo de 1962 en el barrio de El Cano de La Habana ocurrio una manifestación en la se produjeron cacerolazos rápidamente contro lados por las autoridades. En la represión de la protesta en El Cano, hubo un miliciano muerto, varios heridos y decenas de detenidos. El gobierno reorganizó la milicia del poblado, cerraron varios establecimientos particulares y fueron confiscados autos y camiones de los habitantes. Matanzas fue escenario de una serie de disturbios en la primavera de 1962, incluidos varios intentos de sabotaje y una oleada de arrestos.
El 6 de junio de 1962 inicio la llamada Protesta de las Calderas, detonada por a implantación de la libreta de abastecimiento,  que se extenderían hasta julio en las ciudades de Cárdenas y Perico. Se habían producido protestas por alimentos en otras ciudades de la provincia en las últimas semanas; la protesta de Cárdenas fue simplemente la más grande de varias. La manifestación, fue protagonizada mayormente por amas de casa que coreaban "queremos comida" y "tenemos hambre". Las estimaciones sobre el número de mujeres manifestantes posteriormente variaron entre 200 y 1000. Las tropas gubernamentales desplegaron tanques por las calles de Cárdenas y realizaron sobrevuelos con aviones MiG, esto ordenado por el comandante Jorge Serguera, que era por entonces el jefe militar de la provincia Matanzas.  La intervención del presidente Osvaldo Dorticós Torrado impidió que se produjera una masacre, aunque calificó la manifestación como “una miserable provocación contrarrevolucionaria”.  La represión de la manifestación de Cárdenas puso fin a la era de reacciones turbulentas ante la escasez de alimentos. Aquel desmesurado espectáculo represivo hizo que Serguera fuera sustituido y enviado como embajador a Argelia.
En el marco del Período especial, en agosto de 1994 ocurren las manifestaciones más prominentes desde el inicio de la Revolución cubana, conocidas como el Maleconazo, en la que miles de cubanos salieron a las calles alrededor del Malecón de La Habana para exigir libertad y expresar su frustración con el gobierno. Por la noche se produjo una contramanifestación en apoyo al gobierno de Fidel Castro, en la que participaron civiles armados con palos y tubos de metal. Los disturbios saldaron al menos 3 muertos y más de un centenar de heridos.
En el marco de la IX Cumbre Iberoamericana, activistas pro democracia planearon una serie de protestas en La Habana. El 10 de noviembre Ángel Pablo Polanco, el director de Noticuba, fue detenido impedirle que informara sobre las protestas que rodearon la Cumbre Iberoamericana. Las autoridades cubanas detuvieron a más de 200 disidentes durante las semanas previas y posteriores a la Cumbre. El caso más grave fue el de Óscar Elías Biscet, sentenciado a 3 años de cárcel.

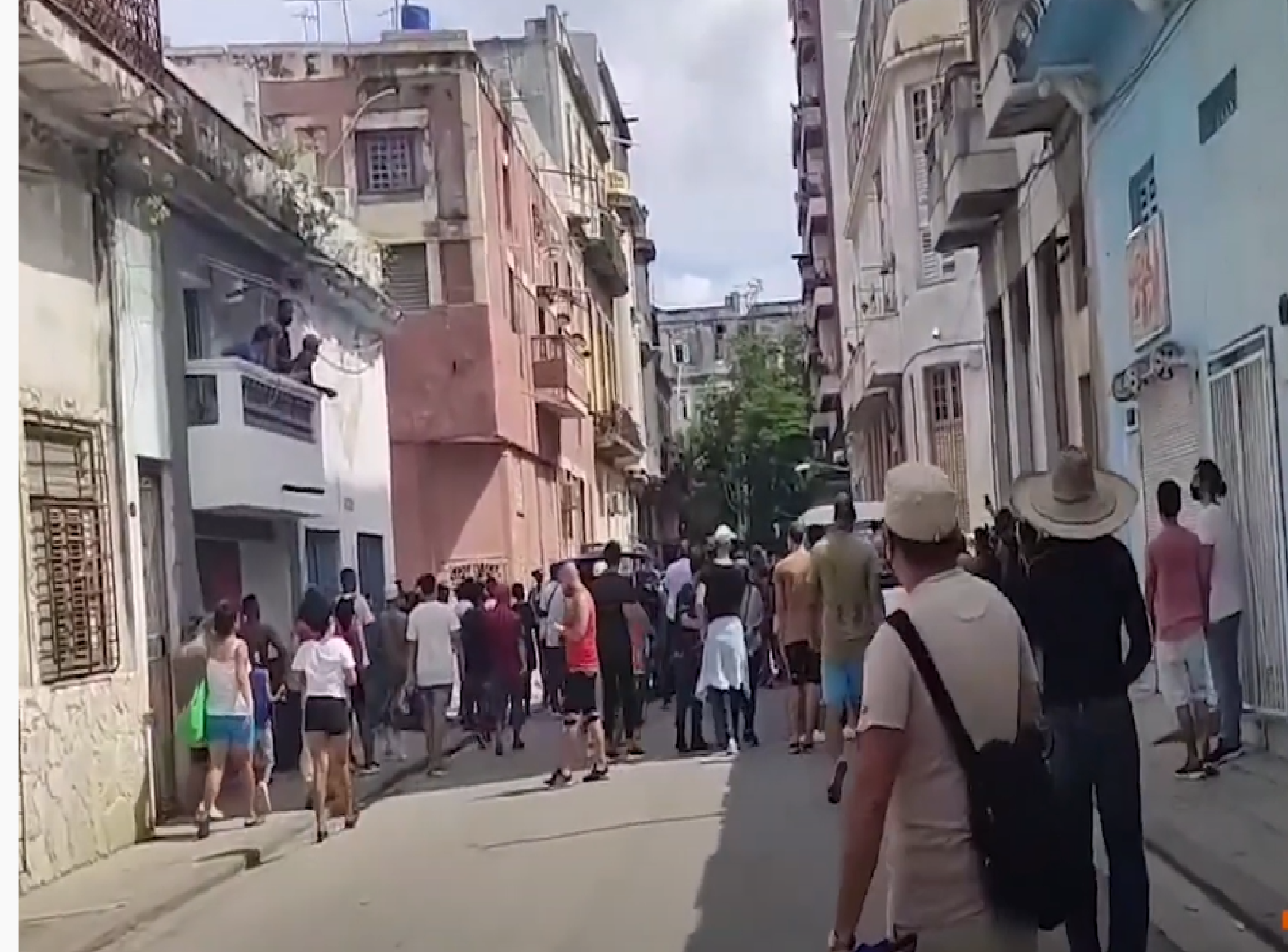
Protestas en Cuba de 2021.

Las Protestas en Cuba de 2020 iniciaron por la Muerte de Hansel Hernández. El 11 de julio de 2021, miles de personas cubanas salieron espontáneamente a las calles, en decenas de ciudades, para protestar, en números no vistos desde hace décadas. Durante las Protestas en Cuba de 2021 se exigia un cambio en las condiciones de vida en Cuba y mayores libertades civiles y políticas. Se informó de al menos cinco muertos y más de un centenar de desapariciones forzadas. Las Protestas en Cuba de 2024 fueron otra ola de protestas en la isla contra la escasez de alimentos y los cortes de energía.

## Huelgas de hambre

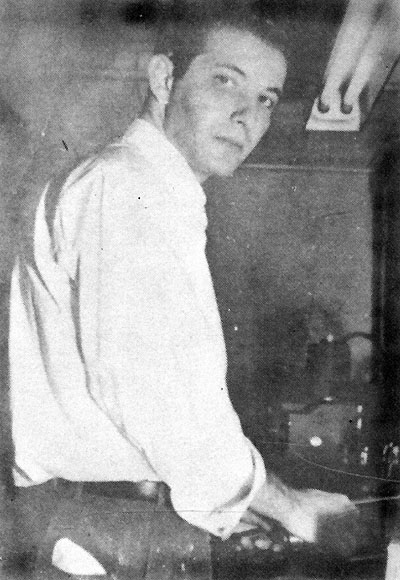
Pedro Luis Boitel.

El primer prisionero político en morir en huelga de hambre en Cuba fue Roberto López Chávez el 11 de diciembre de 1966 en la prisión de Isla de Pinos. El primer caso famoso fue el de Pedro Luis Boitel quien se declaró en huelga de hambre el 3 de abril de 1972, muriendo sin recibir atención médica el 25 de mayo de 1972.
Durante la huelga de hambre de presos políticos cubanos de 2010, Orlando Zapata, activista y disidente encarcelado, murió tras más de 80 días en huelga de hambre. En 2012, Wilmar Villar Mendoza murió después de una huelga de hambre de más de 50 días. Desde el inicio de la Revolución cubana 14 presos políticos han muerto en huelga de hambre.

## Disidencia en la Cuba delsigloXXI
Algunas iniciativas no-violentas en la isla han sido emprendidas, dirigidas a la reforma política. En 1997, un grupo dirigido por Vladimiro Roca, un condecorado veterano de la guerra civil de Angola e hijo del fundador del Partido Comunista Cubano, envió una petición titulada La Patria es de Todos a la asamblea general de Cuba, pidiendo reformas democráticas y de los derechos humanos. Roca y sus tres asociados fueron a prisión por realizar actividades consideradas terroristas por el gobierno, por su relación con varios grupos que el Estado cubano califica de contrarrevolucionarios.

### Proyecto Varela
En 2001, un grupo de activistas dirigidos por Oswaldo Payá reunió unas once mil firmas para el Proyecto Varela (cuyo nombre fue dado en honor a Félix Varela, un líder religioso cubano de la época de la colonia española), una petición que pedía un referéndum sobre el sistema político de la isla. El proceso fue apoyado abiertamente por el expresidente Jimmy Carter durante su histórica visita en 2002 a Cuba. La petición reunió firmas suficientes según la constitución vigente de entonces.
El Comité de la Constitución y Asuntos Legales de la Asamblea Nacional del Poder Popular de Cuba respondió a la iniciativa del Proyecto Varela con su propia iniciativa, proponiendo que la constitución cubana fuera enmendada para hacer permanente el carácter socialista del estado cubano. La votación de esta nueva iniciativa fue aprobada por el 98,97% de aprobación electoral. Un reportero de la cadena británica BBC dijo haber observado a muchos cubanos declarar que se sintieron presionados para firmar la petición del gobierno. Oswaldo Payá muere en el 2012 en un accidente automovilístico considerado sumamente sospechoso. La polémica sobre su muerte es un hecho en curso. La justicia cubana consideró culpable del supuesto accidente al ciudadano y político español Ángel Carromero. Carromero sería repatriado posteriormente a España.

### Secuestros en abril de 2003 y tres fusilados
En la fecha señalada se produjeron varios secuestros incluidos aviones y lanchas con el fin de alcanzar las costas de los Estados Unidos. El gobierno de Cuba y los medios de comunicación (todos estatales). sostuvieron que se trataba de actos terroristas. Estos hechos culminaron con el fusilamiento de tres de los ejecutores del secuestro de la lancha de Regla con rehenes, a los cuales se les acabó el combustible antes de llegar a las costas de la Florida. Entre la comisión del delito y las ejecuciones transcurrieron nueve días. Jorge Luis Martínez Isaac (43 años de edad), Lorenzo Enrique Copello Castillo (31 años), y Bárbaro Leodán Sevilla García (21 años), fueron fusilados por aquellos hechos. Se plantea que: "ninguno de los pasajeros de la lanchita, sufrió aunque fuera una pequeña herida"

### Primavera Negra

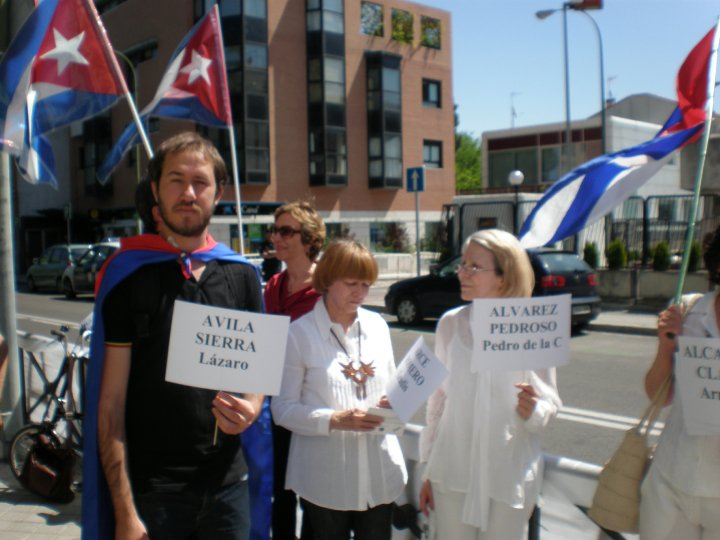
Manifestantes con carteles de personas encarceladas durante la Primavera Negra de Cuba.

En abril de 2003, setenta y cinco activistas de la oposición fueron arrestados y sentenciados a varios años de prisión, la Primavera Negra de Cuba. Los funcionarios del Estado cubano describieron este hecho como una respuesta a acciones provocativas realizadas por Frank Calson de la sección de intereses de Estados Unidos en Cuba, que había estado viajando por el país realizando mítines públicos y conferencias de prensa con los disidentes.
Las condenas aplicadas a estos procesos judiciales estaban basadas en la Ley n.º 88 de Protección de la independencia nacional y la economía de Cuba, más conocida por la disidencia como Ley Mordaza, la cual en su Artículo I expone:

Esta Ley tiene como finalidad tipificar y sancionar aquellos hechos dirigidos a apoyar, facilitar, o colaborar con los objetivos de la Ley "Helms-Burton", el bloqueo y la guerra económica contra nuestro pueblo, encaminados a quebrantar el orden interno, desestabilizar el país y liquidar al Estado Socialista y la independencia de Cuba.
Artículo I Ley N.º 88

La Ley N.º 88 de Protección de la independencia nacional y la economía de Cuba, tiene su precedente en la antigua Unión Soviética donde existía el delito:

de agitación o de propaganda llevada con la finalidad de socavar o debilitar el poder soviético (...) a través de asertos calumniosos que denigren el Estado y la sociedad
Artículo 70 del Código Penal Soviético adoptado bajo Nikita Kruchev

Esta ley del código penal entra en directa contradicción con la Constitución de Cuba en los artículos sobre la:

libertad de palabra y prensa (...) la más amplia libertad de palabra y opinión, basadas en el derecho irrestricto a la iniciativa y a la crítica
Artículo 144 del Código Penal Cubano sobre el Desacato, diciembre de 1987

Se reconoce a los ciudadanos libertad de palabra y prensa conforme a los fines de la sociedad socialista (...) la prensa, la radio, la televisión, el cine y otros medios de difusión masiva son de propiedad estatal o social y no pueden ser objeto, en ningún caso, de propiedad privada, lo que asegura su uso al servicio exclusivo del pueblo trabajador y del interés de la sociedad.
Artículo 53 Constitución de la República de Cuba

Los derechos de reunión, manifestación y asociación son ejercidos por los trabajadores, manuales e intelectuales, los campesinos, las mujeres, los estudiantes y demás sectores del pueblo trabajador, para lo cual disponen de los medios necesarios a tales fines.
Artículo 54 Constitución de la República de Cuba

### Las Damas de Blanco

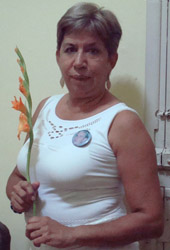
Julia-Dama de Blanco

A raíz de las encarcelaciones surgió el grupo pacífico de "Las Damas de Blanco". Estas se dirigen cada domingo hasta la iglesia de Santa Rita en el barrio habanero de Miramar. Luego de misa desfilan en silencio por la Quinta Avenida y otras calles, portando las fotos de sus seres queridos y los años de sus condenas.
Han sido agredidas sucesivamente por lo que los medios de prensa estatales consideran como el pueblo enardecido. Medios de prensa internacionales han expresado que los agresores son agentes de seguridad del estado vestidos de civil. Este grupo ha recibido premios y reconocimientos en el escenario internacional como: Premio Sájarov a la Libertad de Conciencia otorgado por el Parlamento Europeo.
Por otro lado en marzo de 2010 se desarrolló un desfile en apoyo al grupo en la ciudad de Miami, convocado por los cubanos exiliados, donde participaron además artistas cubanos como: Gloria Estefan, Willy Chirino, Olga Guillot, Albita Rodríguez, y Amaury Gutiérrez. También la colombiana Shakira se expresó al respecto de esta marcha:

Hoy me uno a la convocatoria realizada por Gloria Estefan en apoyo a las Damas de Blanco, verdaderas heroínas de nuestro tiempo, estandartes de la valentía femenina y víctimas de la represión y la violación de los derechos humanos en Cuba
comunicado de prensa en Bogotá

Desde mayo de 2010, por conversaciones entre los representantes de la Iglesia católica en Cuba y el actual mandatario, las Damas de Blanco han desfilado sin interrupción. Laura Pollán Toledo, líder del movimiento muere en La Habana en el 2011.

### Yo No Coopero Con La Dictadura
Es una campaña (surgida en 2006) de desobediencia civil protagonizada por activistas cubanos por la democracia. Esta, utiliza el lema "sí quiero el cambio", y se articula en seis puntos fundamentales: "Yo no repudio, no asisto, no chivateo, no sigo, yo no coopero, y no reprimo. " Además, como un gesto simbólico de la falta de cooperación con lo que consideran el régimen cubano, los miembros de la organización se cruzan de brazos sobre el pecho. Múltiples artistas, como Lissette Álvarez, Willy Chirino, Jon Secada, Paquito D'Rivera, Boncó Quiñongo, y Amaury Gutiérrez han manifestado su apoyo a la campaña. Sin embargo, en Cuba, dicha campaña no ha tenido ninguna incidencia.

### Movimiento San Isidro
A fines de 2018 se comenzó a gestar el Movimiento San Isidro, una agrupación que reúne a artistas e intelectuales disidentes al gobierno cubano, en favor de la libertad de expresión, la libertad de prensa y otros derechos humanos.

## Disidentes notables

### Juanita Castro
Antes y después del triunfo de la Revolución cubana, Juanita Castro apoyó incondicionalmente a sus hermanos Fidel y Raúl. Durante los primeros meses del gobierno provisional, Juanita participó en la edificación de escuelas, clínicas y hospitales en toda la isla.
Posteriormente entra en conflicto con sus hermanos, especialmente con Fidel, al declararse marxistas-leninistas, por detenciones arbitrarias del G-2 y juicios sumarios, entre otras cosas, por lo que el 19 de junio de 1964 Juanita parte al exilio en un vuelo de Cubana de Aviación con destino a la Ciudad de México.
Juanita nunca más volvería a Cuba ni a reunirse con Raúl o Fidel. Diez días después, el 29 de junio de 1964, Juanita sacude al mundo, denunciando el régimen político de sus hermanos y rompió con todo durante una entrevista de radio con el periodista mexicano Guillermo Vela. Al día siguiente fue noticia de ocho columnas en todos los diarios, «La deserción de Cuba de Juanita Castro Ruz».
En 2009 publicó su autobiografía, titulada Fidel y Raúl, mis hermanos. La historia secreta, donde reveló que trabajó para la CIA por más de seis años, aunque sin recibir sueldo o retribución económica alguna y, además, sin participar en ningún atentado contra sus hermanos o cualquier personaje cubano. Su nombre clave en la agencia fue Donna.

### Vladimiro Roca
Es un economista y político socialdemócrata cubano, opositor al régimen de Fidel y Raúl Castro. Hijo de Blas Roca Calderio, un conocido dirigente del Partido Socialista Popular. Fue uno de los fundadores en 1996, y actual presidente del Partido Socialdemócrata de Cuba. Como su padre, dirigente del PSP luego PCC, Vladimiro creyó en las ideas socialistas y comunistas. Después del asalto al Moncada, muchos militantes del PSP (entre los cuales estaba su padre) fueron perseguidos y encarcelados.
Con el acontecimiento de la Revolución Cubana, en 1959 tuvo muchas esperanzas. Sin embargo, las fue perdiendo, sobre todo cuando fue aprobada la Constitución de 1976, que según el, imponía "el socialismo por la fuerza", método con el cual estaba en desacuerdo. A partir de junio de 1990, Roca empezó a mostrarse públicamente como opositor al régimen castrista, por lo que más tarde sería encarcelado.
En el año 1996, fue uno de los fundadores del Partido Socialdemócrata de Cuba, que como su nombre indica es de ideología socialdemócrata, si bien no está reconocido por el gobierno de Cuba. En la actualidad, milita en el  PSC (no reconocido por el gobierno) del cual es presidente, y desde donde lucha por una sociedad democrática. En febrero de 2010, fue a Banes, con otros opositores al gobierno cubano, para asistir al entierro del opositor Orlando Zapata Tamayo, que muríó después de 85 días en huelga de hambre, demandando ser considerado como preso político.

### Óscar Elías Biscet

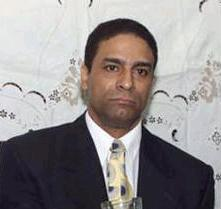
Óscar Elías Biscet

Médico cubano actualmente encarcelado por el gobierno en calidad de prisionero político. En 1999, tras una huelga de hambre, fue condenado a 3 años de cárcel por desorden público, siendo calificado por Amnistía Internacional como prisionero de conciencia. Tras su liberación en 2002, fue arrestado un mes después y, acusado de ser una amenaza para el estado, condenado a 25 años de cárcel. Desde entonces cumple condena en la prisión Kilo 5 de Pinar del Río. En 2007 el Gobierno de los Estados Unidos le concedió la Medalla Presidencial de la Libertad. Además, en 2009 fue nominado al Premio Príncipe de Asturias de la Concordia

### Orlando Zapata
Fue un cubano vinculado a la disidencia política y encarcelado en los sucesos de la Primavera Negra. Tristemente célebre porque falleció el 23 de febrero de 2010, luego de una huelga de hambre que duró 86 días, como protesta contra el gobierno cubano, por haberle sido negada la elección del uniforme blanco que visten los disidentes, así como para denunciar las condiciones de vida de otros prisioneros.
Zapata fue el primer preso muerto durante una huelga de hambre desde la muerte en 1972 de Pedro Luis Boitel, por lo que el hecho alcanzó gran repercusión. Su nombre alcanzó gran relevancia y fue incluido en la lista de mártires de la disidencia cubana, e incluso la Comisión Europea condenó el suceso, pidiendo al gobierno cubano una mejora en la situación de los derechos humanos. Tras su muerte, su familia emigró a Miami, donde al principio fue recibida como es habitual, con múltiples entrevistas y promesas por los principales medios y líderes anticastristas. Meses después, la madre de Orlando Zapata denunció la situación de precariedad en que se encontraba.

### Guillermo Fariñas
Psicólogo y periodista cubano. Es uno de los disidentes cubanos más conocidos, al haber protagonizado hasta veintitrés huelgas de hambre en protesta contra el gobierno de Fidel Castro primero, y posteriormente de Raúl Castro, durante cuyos respectivos mandatos ha sido encarcelado tres veces, cumpliendo un total de 11 años en prisión. Fue además director de la agencia de noticias Cubanacán Press.
El 24 de febrero de 2010 comenzó una nueva huelga de hambre como medida de protesta por la muerte, también a causa de una huelga de hambre, de Orlando Zapata, y para pedir la liberación de veintiséis presos políticos enfermos, según sus propias palabras. Esta huelga culminó con la salud de Farinas deteriorada, pero con varios de los presos políticos de la primavera negra excarcelados.
El gobierno de Cuba considera a Fariñas "un mercenario y un delincuente común". Sin embargo a finales del 2010 le ha sido otorgado por el Parlamento Europeo el Premio Sájarov para la Libertad de Conciencia.

### Yoani Sánchez
Filóloga y periodista cubana, residente en La Habana, que ha alcanzado notoriedad mundial por su blog Generación Y, desde donde hace una descripción crítica de la realidad de su país, a pesar del acoso que denuncia (y del que se han hecho eco los medios de información de todo el mundo) por parte del gobierno de Raúl Castro. Generación Y, cuyo acceso ha sido bloqueado en Cuba, es el blog cubano con más seguidores: traducido a 17 idiomas, llega a tener más de 14 millones de accesos al mes e inspira miles de comentarios.
Ella y su página personal han sido galardonados con numerosos premios y distinciones: el diario español El País le concedió en 2008 el Premio Ortega y Gasset de periodismo dotado con 15.000 euros, en el apartado de periodismo digital; la revista Time la seleccionó en 2008 entre las 100 personas más influyentes del mundo; Generación Y fue elegido por Time y la cadena norteamericana CNN entre los 25 mejores blogs del mundo; asimismo, Generación Y recibió el premio del jurado al mejor blog en el concurso The BOBs de la Deutsche Welle; además, ha sido la primera bloguera en ganar uno de los prestigiosos premios de periodismo Maria Moors Cabot, en 2009.
Yoani defiende que en Cuba son necesarios ciertos cambios políticos y económicos para que sus ciudadanos puedan disponer de mayor bienestar material y alcanzar la realización personal. También destaca por su actividad en la promoción de la blogosfera alternativa cubana y por su denuncia de la violación de los Derechos Humanos en Cuba. El presidente estadounidense Barack Obama ha dicho sobre su blog: 

Tu blog ofrece al mundo una ventana particular a las realidades de la vida cotidiana en Cuba. Es revelador que Internet os haya ofrecido a ti y a otros valientes blogueros cubanos un medio tan libre de expresión, y aplaudo estos esfuerzos colectivos por animar a sus compatriotas a expresarse a través de la tecnología.

### Darsi Ferrer Ramírez

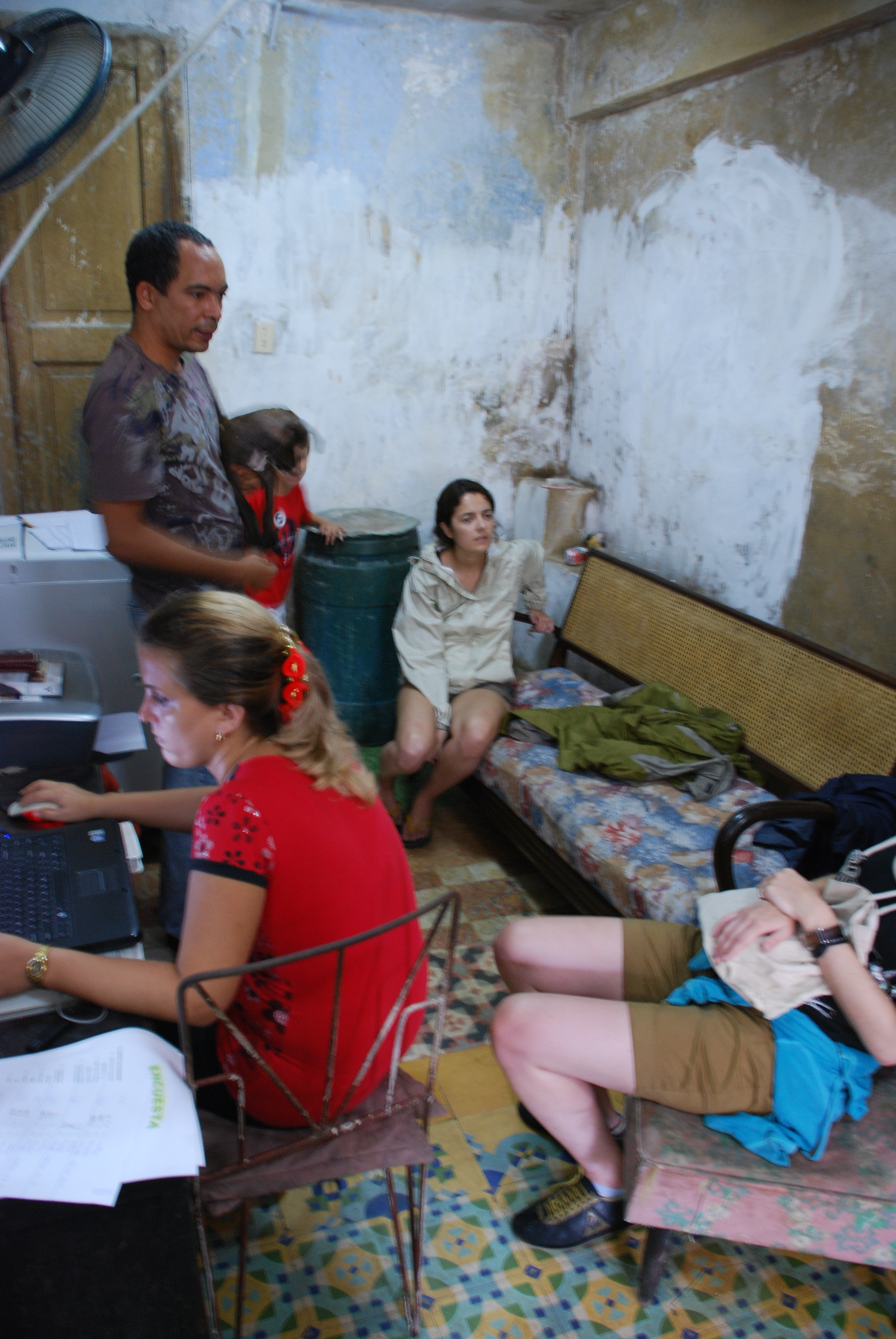
Darsi Ferrer en su domicilio. La Habana, 2008.

Es un ciudadano cubano, periodista, médico, declarado en 2010 "preso de conciencia" por Amnistía Internacional. Es director del Centro de Salud y Derechos Humanos Juan Bruno Zayas. Ferrer ha organizado protestas en la sede de la UNESCO en La Habana y publicado acerca de la pobreza en Cuba. De acuerdo con Ferrer, el contrato social cubano está en bancarrota y las actuales expectativas de los cubanos son viajar libremente, volver a tener una sola moneda, tener acceso a una mejor educación, gozar de libertad de expresión y disfrutar al fin de un régimen democrático.
En julio del 2009, la organización Reporteros sin fronteras difunde que Ferrer ha sido encarcelado en la penitenciaría de Valle Grande, al oeste de La Habana. Oficialmente, Ferrer fue detenido por, supuestamente, intentar adquirir, ilegalmente, material destinado a renovar su casa, que se encontraba en mal estado, pudiendo enfrentar una pena de ocho años de prisión. El 26 de febrero del 2010 fue declarado prisionero de conciencia por Amnistía Internacional, quien exigió al Presidente Raúl Castro su liberación inmediata e incondicional. El 23 de marzo del 2010, Darsi Ferrer se declara en huelga de hambre desde su encierro. Luego de 24 días, suspendió su ayuno.

## Grupos resaltantes

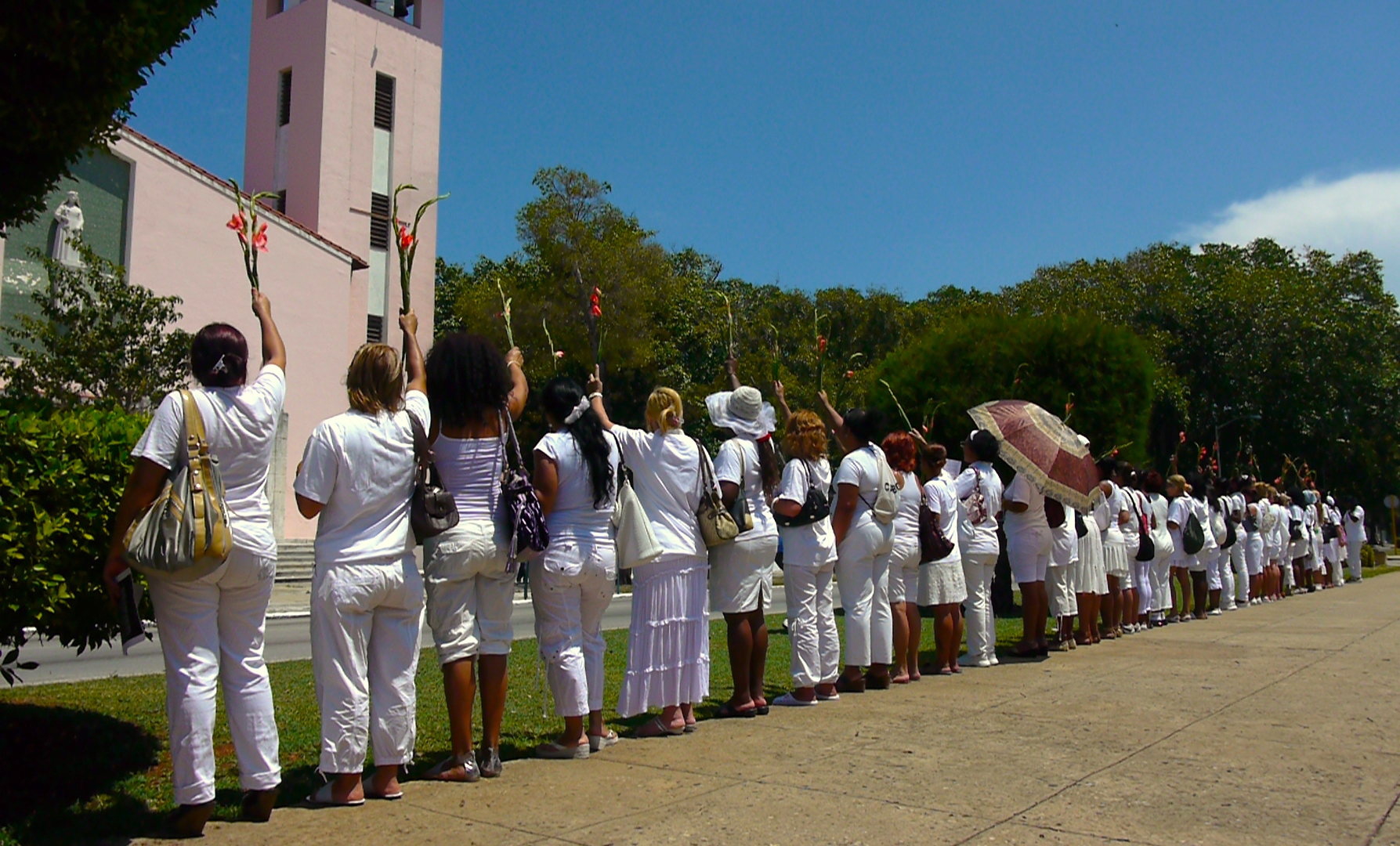
Damas de Blanco.

Algunos de estos grupos de opositores cubanos son:
- Partido Pro Derechos Humanos de Cuba (PPDHC), fundado el 20 de julio de 1988.
- Unión Patriótica de Cuba
- Plataforma ciudadana “Cuba Decide”
- Somos+
- Foro Antitotalitario Unido (FANTU)
- Asamblea para Promover la Sociedad Civil
- Damas de Blanco
- Cuba Independiente y Democrática (CID)
- Movimiento Cristiano Liberación
- Partido Autónomo Pinero (PAP)
- Movimiento Democracia
- FLAMUR
- Movimiento Independiente Opción Alternativa (MIOA)
- Movimiento Femenino Martha Abreu
- Movimiento Nacional de Resistencia Cívica Pedro Luis Boitel.
- Partido Nacionalista Cubano.